# The Songs Lennon and McCartney Gave Away
The Songs Lennon and McCartney Gave Away ist ein Kompilationsalbum, das die Originalaufnahmen von Liedern enthält, die von John Lennon und Paul McCartney in den 1960er Jahren komponiert wurden und die sie in den 1960ern nicht als Beatles-Songs veröffentlicht hatten, mit Ausnahme von I’m the Greatest, einem Ringo-Starr-Albumtrack, der 1973 von John Lennon für ihn geschrieben wurde. Das Album wurde am 18. April 1979 in Großbritannien, den Niederlanden, Japan und Mexiko veröffentlicht.

## Hintergrund

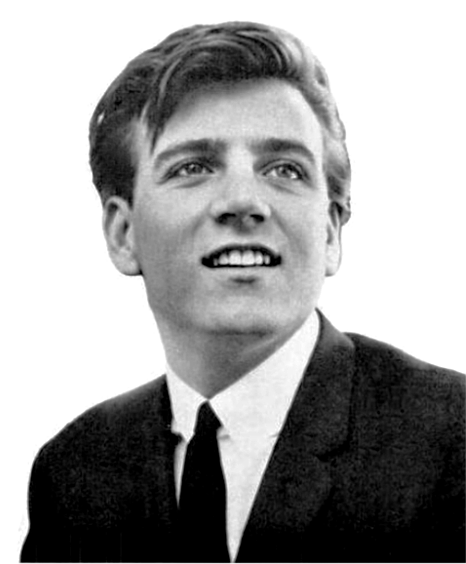
Billy J. Kramer, 1965

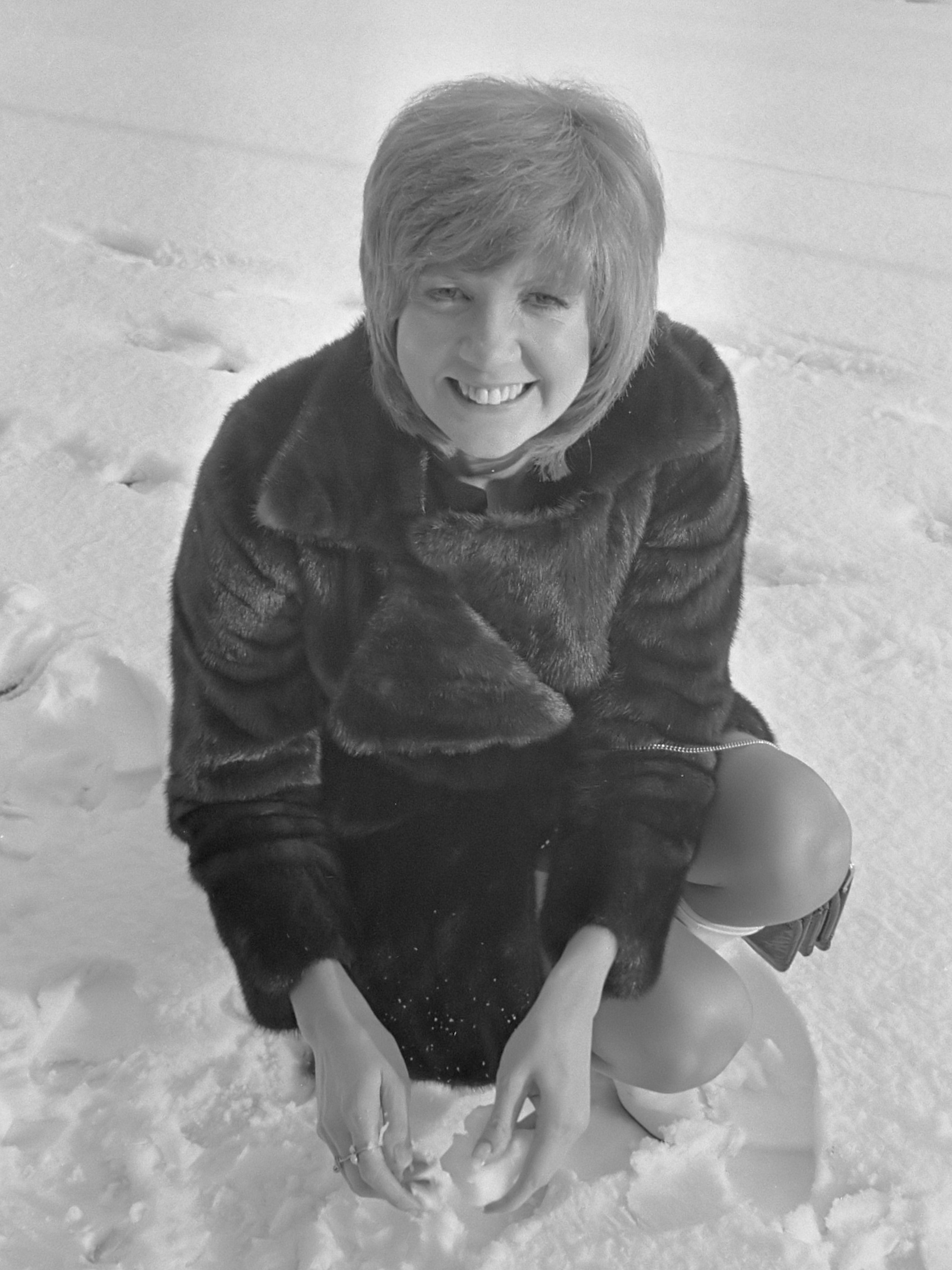
Cilla Black

John Lennon und Paul McCartney begannen in den späten 1950er Jahren alleine und zusammen Lieder zu schreiben und waren ab 1963 so produktive Komponisten, dass sie aufgrund ihrer Popularität nicht ausschließlich für die Beatles, sondern auch für andere Künstler schrieben. Im Nachhinein gab es drei Gründe, warum das Duo Lennon/McCartney anderen Künstlern ihre Kompositionen übergaben:
- Aufnahmen der Beatles von Lennon-McCartney-Songs, die die Gruppe schließlich nicht veröffentlichte.
- Lennon-McCartney-Songs, die die Beatles von Anfang an für ungeeignet für die Gruppe hielten und nicht einmal versuchten, selbst aufzunehmen.
- Songs, die absichtlich für andere Künstler geschrieben worden waren (Ausnahmen: I Wanna Be Your Man (The Rolling Stones) und I Call Your Name (Billy J. Kramer with The Dakotas), die die Beatles später doch aufnahmen).

Durch die Ermutigung des Beatles-Managers Brian Epstein gaben Lennon und McCartney einige ihrer Kompositionen, die für die Beatles als ungeeignet galten, an Künstlerkollegen, von denen einige ebenfalls von Epstein gemanagt wurden oder mit denen John Lennon und/oder Paul McCartney befreundet waren: Billy J. Kramer with The Dakotas (Fünf Kompositionen), Peter & Gordon (Vier Kompositionen), Cilla Black (Drei Kompositionen) und The Fourmost (Zwei Kompositionen). Neun der Kompositionen wurden von dem Beatles-Produzenten George Martin produziert, bei einigen Liedern waren Lennon und McCartney bei den Aufnahmen zugegen und wirkten musikalisch mit.
Ab den 1990er Jahren wurden Aufnahmen/Demos der Beatles veröffentlicht, die in den 1960ern von anderen Künstlern eingespielt wurden: I’ll Be on My Way, Bad to Me, Hello Little Girl, I’m in Love, Like Dreamers Do, That Means a Lot, Step Inside Love und Goodbye. Weitere Lieder wurden auf Bootlegs oder auf YouTube veröffentlicht: A World Without Love, One and One Is Two, It’s for You und Love of the Loved.
1970 schlug der Musikschriftsteller Martin Lewis, der 1967 die Diskografie für die Hunter Davies Biografie der Beatles zusammengestellt hatte, vor, dass die EMI ein Kompilationsalbum veröffentlichen sollte, das auf dem Abschnitt seiner Beatles-Diskographie basiere, der sich auf diese von Lennon/McCartney weggegebenen Songs konzentrierte. EMI nahm den Vorschlag an und das von Lewis zusammengestellte Album wurde 1970 unter dem Titel The Stars Sing Lennon & McCartney vom EMI-Label Music For Pleasure veröffentlicht. Die 12 Lieder auf dem Album wurden in den 1960er Jahren aufgenommen, drei davon sind lediglich Coverversionen von bekannten Beatles-Liedern.
1979 wurde dann das umfangreichere Album The Songs Lennon and McCartney Gave Away veröffentlicht, allerdings mit dem Lied I’m the Greatest, einem Ringo Starr-Albumtrack, das 1973 von John Lennon für ihn geschrieben wurde. Dieses stand im Widerspruch zu dem ursprünglichen Konzept, dass das Album nur aus Liedern besteht, die von Lennon/McCartney geschrieben und während der aktiven Beatles-Jahre in den 1960er Jahren aufgenommen und veröffentlicht wurden.
Der Produzent des Albums war Colin Miles. The Songs Lennon and McCartney Gave Away konnte sich nicht in den Charts platzieren und wurde auch bisher nicht wiederveröffentlicht.

## Covergestaltung
Das Design des Covers stammt von Adam Yeltham. Es enthält gezeichnete Abbildungen der Künstler, die auf dem Album mitwirken. Das gezeichnete Seitenprofil von Paul McCartney ähnelt der Illustration des Beatles-Albums Revolver, während John Lennons Profil dem Backcover-Foto seines Albums Imagine ähnelt.
Auf der Rückseite des Covers ist ein Begleittext von Tony Barrow, dem ehemaligen Pressesprecher der Beatles, abgedruckt.

## Titelliste
Seite 1
| Nummer | Lied                    | Autor            | Künstler                         | Produzent     | Länge |
| ------ | ----------------------- | ---------------- | -------------------------------- | ------------- | ----- |
| 01     | I’m the Greatest        | Lennon           | Ringo Starr                      | Richard Perry | 3:23  |
| 02     | One and One Is Two      | Lennon/McCartney | The Strangers with Mike Shannon  |               | 2:11  |
| 03     | From a Window           | Lennon/McCartney | Billy J. Kramer with the Dakotas | George Martin | 1:58  |
| 04     | Nobody I Know           | Lennon/McCartney | Peter and Gordon                 | John Burgess  | 2:29  |
| 05     | Like Dreamers Do        | Lennon/McCartney | The Applejacks                   | Mike Smith    | 2:31  |
| 06     | I’ll Keep You Satisfied | Lennon/McCartney | Billy J. Kramer with the Dakotas | George Martin | 2:05  |
| 07     | Love of the Loved       | Lennon/McCartney | Cilla Black                      | George Martin | 2:02  |
| 08     | Woman                   | McCartney        | Peter and Gordon                 | John Burgess  | 2:26  |
| 09     | Tip of My Tongue        | Lennon/McCartney | Tommy Quickly                    | Les Reed      | 2:06  |
| 10     | I’m in Love             | Lennon/McCartney | The Fourmost                     | George Martin | 2:08  |

Seite 2
| Nummer | Lied                          | Autor            | Künstler                         | Produzent                                   | Länge |
| ------ | ----------------------------- | ---------------- | -------------------------------- | ------------------------------------------- | ----- |
| 01     | Hello Little Girl             | Lennon/McCartney | The Fourmost                     | George Martin                               | 1:51  |
| 02     | That Means a Lot              | Lennon/McCartney | P.J. Proby                       | Ron Richards                                | 2:33  |
| 03     | It's for You                  | Lennon/McCartney | Cilla Black                      | George Martin                               | 2:21  |
| 04     | Penina                        | McCartney        | Carlos Mendes                    | Joaquim Luís Gomes                          | 2:36  |
| 05     | Step Inside Love              | Lennon/McCartney | Cilla Black                      | George Martin                               | 2:21  |
| 06     | A World Without Love          | Lennon/McCartney | Peter and Gordon                 | Norman Newell                               | 2:38  |
| 07     | Bad to Me                     | Lennon/McCartney | Billy J. Kramer with the Dakotas | George Martin                               | 2:18  |
| 08     | I Don’t Want to See You Again | Lennon/McCartney | Peter and Gordon                 | Norman Newell                               | 1:59  |
| 09     | I’ll Be on My Way             | Lennon/McCartney | Billy J. Kramer with the Dakotas | George Martin                               | 1:40  |
| 10     | Cat Call                      | McCartney        | The Chris Barber Band            | Chris Barber, Giorgio Gomelsky, Reggie King | 3:04  |

## Nicht berücksichtigte Lieder
Lennon/McCartney-Kompositionen:
- Thingumybob – Black Dyke Band (1968)
- Goodbye – Mary Hopkin (1969)

McCartney-Kompositionen:
- Come and Get It – Badfinger (1969)